# Georg Ludwig Christian Heuser
Georg Ludwig Christian Heuser (* 9. Juni 1745  i. d. Rhön; † 2. August 1811 in Bad Nenndorf) war ein deutscher Jurist und Mitglied der Reichsstände des Königreichs Westphalen.

## Leben
Georg Ludwig Christian Heuser wurde als Sohn des Kanzleiadvokats Dr. Justus George Heuser (1710–1763) und dessen Gemahlin Johanna Regina Marie Fuhrmann geboren.
Nach dem Abitur absolvierte er ein juristisches Studium in Jena, Marburg und Rinteln. Als juristischer Berater war er 1722 im Füsilierregiment Loßberg in Rinteln tätig. 1775 heiratete er Hedwig Dorothea Esmann. Als das Regiment 1776 nach Amerika verlegt wurde, verblieb Georg in Rinteln. Hier begann seine Karriere mit den Stationen Regierungsrat, Justizrat und Regierungsarchivar. 1803 wurde er zum Geheimen Regierungsrat ernannt.

## Politische Ämter
- 1808–1811 Mitglied des Wahlkollegiiums für das Weser-Departement
- Präsident und Mitglied des Distriktrats für den Distrikt Rinteln
- Mitglied der Reichsstände des Königreichs Westphalen für das Weser-Departement vom 2. Juni 1808 bis 5. März 1811 und anschließend für das Leine–Departement bis zum 2. August 1811

## Auszeichnungen
1803 Geheimer Regierungsrat